# Christiane Desroches-Noblecourt
Christiane Desroches-Noblecourt (ur. 17 listopada 1913 w Paryżu, zm. 23 czerwca 2011) – francuska egiptolog, specjalistka w dziedzinie sztuki egipskiej.

## Życiorys
Była pierwszą kobietą, która została członkiem Francuskiego Instytutu Archeologii Wschodu i brała udział w jego pracach archeologicznych prowadzonych na terenie Edfu i Deir el-Medina.
Pełniła funkcje kustosza Luwru, naczelnego kuratora Muzeów Francuskich, konsultanta UNESCO do spraw zachowania zabytków nubijskich. 

## Publikacje

### W języku polskim
- Hatszepsut, Świat Książki, Warszawa, 2007, ISBN 978-83-7391-856-6
- Tutanchamon. Śmierć, życie, odrodzenie, PIW, Warszawa, 1980, ISBN 83-06-00151-6

### Pozostałe
- Z K.Michalowskim, Tell-Edfou 1939. Fouilles franco-polonaises, III, IFAO, Le Caire, 1950
- L'art égyptien, éd. PUF, 1962
- Toutânkhamon, vie et mort d'un pharaon, 1963
- Peintures des tombeaux et des temples égyptiens, Le Grand art en livre de poche, Flammarion, Paris, 1962
- Vie et mort d'un pharaon, Toutankhamon, Hachette, Paris, 1963 et réédition 1976
- Toutankhamon et son temps, Petit Palais, Paris, Réunion des Musées Nationaux, Paris, 1967
- Z C.Kuentz, Le petit temple d'Abou Simbel, 2 vol., Le Caire, 1968
- Z C.Aldred, J-P.Lauer, J.Leclant et J.Vercoutter, Le temps des pyramides, L'univers des formes, Gallimard, Paris, 1978
- Z C.Aldred, P.Barguet, J.Leclant et H.W.Müller, L'empire des conquérants, L'univers des formes, Gallimard, Paris, 1979
- Z C.Aldred, F.Daumas, et J.Leclant, L'Égypte du crépuscule, L'univers des formes, Gallimard, Paris, 1980
- Z J.Vercoutter, Un siècle de fouilles françaises en Égypte 1880-1980, IFAO, Le Caire, 1981
- Z L.Balout et C.Roubet, La momie de Ramsès II, Museum national d'histoire naturelle, Paris, 1985
- Le grand Pharaon Ramsès II et son Temps, Palais de la Civilisation Montréal, Montréal, 1985
- Les zélateurs de Mandoulis et les maîtres de Ballana et de Qustul, Mélanges Gamal Eddin Mokhtar, IFAO, Le Caire, 1985
- La femme au temps des pharaons, éd. Stock, 1986 et 2001
- La grande Nubiade ou le parcours d'une égyptologue, éd. Stock, 1992, (ISBN 2-7242-7128-9)
- A propos de la nouvelle tombe de la Vallée des Rois, n°314, pp.4-6, Archéologia, Paris, 1995;
- Amours et fureurs de la lointaine, éd. Stock, 1995
- Ramsès II, la véritable histoire, éd. Pygmalion, 1997, (ISBN 2-7441-0425-6)
- Toutânkhamon, éd. Pygmalion, 1999
- Le secret des temples de la Nubie, éd. Stock, 1999
- La reine mystérieuse, éd. Pygmalion, 2002, (ISBN 2-7441-5816-6)
- Sous le regard des dieux, éd. Albin Michel, 2003
- Symboles de l'Égypte, éd. Desclée de Brouwer, 2004
- Le fabuleux héritage de l'Égypte, Télémaque, 2004
- Le secret des découvertes, Télémaque, 2006